# Apothriguna
Apothriguna is een geslacht van vlinders van de familie visstaartjes (Nolidae).

## Soorten
- A. legrandi Berio, 1962